# تل زیارتی الف حسین‌آباد قرق
تل زیارتی الف حسین‌آباد قرق مربوط به اواخر هزاره سوم قبل از میلاد است و در شهرستان مرودشت، بخش درودزن، دهستان رامجرد ۲، ۱/۵ کیلومتری جنوب روستای حسین‌آباد قرق واقع شده و این اثر در تاریخ ۲۳ بهمن ۱۳۸۵ با شمارهٔ ثبت ۱۷۲۶۲ به‌عنوان یکی از آثار ملی ایران به ثبت رسیده است.